# Planta leñosa
Una planta leñosa es una planta perenne con tallo leñoso verdadero que contiene madera, principalmente compuesto por estructuras de celulosa y de lignina, que dan soporte al sistema vascular de movimientos de agua y de nutrientes desde las raíces hasta las hojas, y azúcares (fotosintatos) desde las hojas hasta el resto de la planta. Pocas plantas leñosas forman nuevas capas de tejido leñoso ningún año, con lo que se incrementa el diámetro de su tronco. La nueva madera se deposita en las partes
exteriores del tallo, por debajo de la corteza, pero en algunas monocotiledóneas, como las palmas y dracaenas, el duramen se encuentra formando haces de células meristemáticas dentro del tronco. En las palmeras, la leña se forma en el centro del tallo. La capa dermal ha sido modificada para proteger el tejido vascular de los elementos con una gruesa cobertura de tejido muerto, generalmente llamado ritidoma o corteza.
Las plantas leñosas generalmente son árboles, arbustos, cactus o trepadoras perennes.
Algunas plantas anuales forman tejido leñoso en su único año, y mueren al final de la estación de crecimiento. Son tallos herbáceos sin tejido muerto de recubrimiento.
Las hierbas leñosas no tienen la espesa corteza de recubrimiento, pero desarrollan tallos fuertes con haces vasculares. Se trata, por ejemplo, de plantas como Uraria picta y ciertas especies de la familia Polygonaceae. Esas hierbas no son verdaderamente leñosas, pero tienen tejido leñoso densamente empaquetado. Otras plantas herbáceas tienen tejido leñoso llamado caudex, y también en el género Cycas, que es un tejido de conducción vascular engrosado, que se encuentra con frecuencia en ambientes montañosos o secos. En los helechos arbóreos, el caudex es un tronco leñoso fuerte.[cita requerida]
El símbolo de las plantas leñosas, basado en el Species Plantarum de Carlos Linneo, es , que también es el símbolo astronómico del planeta Saturno.